# Lăng Trường Cơ
Lăng Trường Cơ (chữ Hán: 長基陵), tức lăng của Thái Tổ Gia Dụ Hoàng Đế - Nguyễn Hoàng, là vị chúa Nguyễn đầu tiên của 9 đời Chúa Nguyễn. Gia Long hoàng đế đã truy tôn ông và xây dựng lăng tẩm.  

## Vị trí
Lăng thuộc địa phận xã La Khê, huyện Hương Trà (nay là làng La Khê, phường Long Hồ, quận Phú Xuân, thành phố Huế). Lăng nằm trong quần thể lăng chúa Nguyễn Hoàng (gồm lăng Trường Cơ, Trường Thái, Trường Thiệu và lăng Hải Đông Quận vương Nguyễn Phúc Đồng), được công nhận di tích cấp quốc gia QĐ số 2009/1998-QĐ/ BVHTT ngày 26/9/1998.
Nguyên trước lăng được lập ở núi Thạch Hàn, huyện Vũ Xương, tỉnh Quảng Trị, về sau mới dời đến vị trí này. Lăng nằm bên tả ngạn dòng Tả Trạch, cách bờ sông chừng 300m, cách trung tâm thành phố Huế khoảng 10 km đường chim bay về phía tây-nam.
Lăng Trường Cơ nằm cách Lăng Trường Thiệu của Chúa Nguyễn Phúc Thuần khoảng 120m về hướng đông-nam.

## Kiến trúc
Lăng xoay mặt về hướng chính bắc.
Lăng có hai vòng thành hình chữ nhật bao bọc. Vòng ngoài xây bằng đá bazan, phần mũ tường xây bằng gạch vồ, chu vi 156,5m, thành cao 2,6m. Vòng trong xây hoàn toàn bằng gạch vồ, chu vi 69,5m, thành cao 2,05m, mặt Bắc có hai trụ cổng dẫn vào mộ. Giữa hai cổng của hai vòng thành là một bình phong, mặt trước bình phong trang trí long mã ghép sành sứ (nay không còn dấu tích). Mặt sau tường thành cũng có bình phong trang trí rồng.
Mộ được xây bằng gạch vồ và vôi vữa. Mộ thấp, phẳng, xây làm 2 tầng, hình khối chữ nhật. Tầng trên rộng 172 cm, dài 248 cm, cao 25 cm. Tầng dưới rộng 222 cm, dài 303 cm, cao 30 cm. Trước mộ xây một hương án chân quỳ rộng 110 cm, dài 214 cm, cao 90 cm.

## Lịch sử
Sau khi qua đời, chúa Nguyễn Hoàng được chôn cất tại núi Thạch Hãn huyện Vũ Xương (nay thuộc huyện Triệu Phong – tỉnh Quảng Trị). Sau đó, không rõ thời điểm nào, các chúa Nguyễn đã cải táng và xây dựng lăng mộ cho ông tại vị trí hiện nay. Trong thời gian quân đội Tây Sơn kiểm soát thành Phú Xuân, Huế, lăng mộ chúa Nguyễn Hoàng cùng lăng mộ các chúa Nguyễn khác đã bị hủy hoại.
Đến năm 1808, lăng mộ chúa Nguyễn Hoàng được vua Gia Long cho tái xây dựng và đặt tên là lăng Trường Cơ.
Năm 1999, lăng Trường Cơ mới được Hội đồng Trị sự Nguyễn Phước tộc tu sửa lại; chủ yếu là tô trát lại phần mộ và tường thành phía trong. Năm 2016, Trung tâm bảo tồn di tích Cố đô Huế khởi công trùng tu lăng Trường Cơ với kinh phí khoảng 3,9 tỷ đồng.